# Ритм (підприємство, Вільнянськ)

Завод пластмасових виробів — ТОВ «Ритм» (праворуч). м. Вільнянськ. 2018 р.

ТОВ «Ритм» — завод пластмасових виробів, м. Вільнянськ, Запорізька область.

## З історії заводу. Початки
Перші відомості про заснування заводу датовані жовтнем 1943 року, коли на роботу до Червоноармійського райпромкомбінату після визволення міста від німецько-фашистських загарбників були зараховані робітники маслозаводу, млина, миловарні, перукарні.
Згодом до складу ЧРПК ввійшли фотоательє, металомайстерня з ремонту речей домашнього вжитку, підсобне господарство, чоботарня. Очолив
комбінат спочатку керуючий справами Прокопенко, а потім Линьков. Ремонт відер, замків, виготовлення дерев'яних бричок, кістяних гребінців, мила, віників, тарних ящиків для пляшок — ось аж ніяк не повний перелік робіт, якими тоді займалися працівники комбінату.
У 1946—1947 рр., з'явилася пилорама, організувався столярний цех. Просто неба (виробничих корпусів не було) на гвинтовому пресі виготовляли совкові лопати, сажечистки, рами для парників.
В 1947 році райпромкомбінат очолив Бут Олександр Лазаревич. В 1949 році він бере позику та починає активно розбудовувати цехи. Кожний робітник повинен був укласти 2,5 м фундаменту. В районі с. Миргородчина були знайдені поклади бутового каміння, підривали вручну та використовували на будівництві.
Побудований цех був обладнаний верстатами з Оріхова-Зуєва, Налагоджується випуск нових видів продукції: сейфів (до 1000 одиниць в місяць), ліжок, дитячих велосипедів, світильників, вимикачів, розеток. З появою ковальського цеху, роликових ножиць почалося виготовлення металічних секцій; на чотирьох німецьких пресах виготовляли металочерепицю, цвяхи, електрорубильники, банки для фарби, ланцюги, кукурудзяні сівалки, корита механічні.
В 1955—1956 рр. починається будівництво цегельного заводу. Замішували глину за допомогою коней, виготовляли цеглу вручну, а випалювали її в тимчасовій печі (згодом зробили кільцеву піч). Щорічно вироблялося 2 млн цеглин.

## Червоноармійський завод пластмасових виробів
В 1964 році РПК ввійшов до складу заводу імені Т. Г. Шевченка, а 1 вересня 1966 року був заснований Червоноармійський завод пластмасових виробів як самостійне підприємство. Очолив його Фоміченко Михайло Олександрович. З цього часу завод спеціалізується на виробництві пластмасових виробів. Випуск автомобіля «Запорожець» на запорізькому заводі «Комунар» підштовхнув до виготовлення комплектуючих запчастин із пластмаси. Розгорнулася тісна співпраця з іншими підприємствами: «Південмаш», «Агрегатний», «Мотор-Січ», «Запоріжсталь». Сировина для виробів надходить з Оріхова-Зуєва, Будьоновська, Горловки. Завод починає випускати товари народного вжитку, розширює асортимент продукції.
Комплектуючі надходять на заводи, які входять до місцевої промисловості («Світлотехніка», «Сувенір» та ін.).
1970—80-ті роки — один з найплідніших періодів в історії підприємства. Чисельність робітників досягає максимуму — 520 осіб. На заводі ведеться грандіозне будівництво — корпуси, склади, бокси на території № 2, цех обробки, добудовується та реконструюється РМЦ, впроваджується нове обладнання, поповнюється автопарк, здаються в експлуатацію 2 житлових будинки. Великим попитом у населення почали користуватися товари народного вжитку, які випускає завод: молочні бідончики, бідони 50 л, сигаретниця «Спотикач», фотокювети, каністри, дитячі іграшки (всього з комплектуючими близько 500 найменувань). Продукція заводу поширюється по всіх куточках колишнього СРСР.

## ТОВ «Ритм»
У 1989 році Вільнянський завод пластмасових виробів перейменовано на «Ритм». Підприємство одним з перших перейшло на нові форми господарювання: в 1991 р. стає орендним, в 1993 р. — акціонерним товариством, а з 1996 р. засновується ТОВ «Ритм». Опановані нові види продукції (близько 50 найменувань, в тому числі акумуляторний моноблок), проведена реконструкція та благоустрій території, зміцнилась матеріально-технічна база. Завод активно співпрацює зі знаною на світовому ринку фірмою «ІСТА-Центр», поставляючи акумуляторні моноблоки всіх видів. Нині на підприємстві працює 200 осіб.
Підприємство постійно допомагає ветеранам, займається благодійністю. Завод має свою частку на базі відпочинку «Дружба» (смт Кирилівка), розпочато будівництво заводського оздоровчого комплексу на р. Дніпро, працює фельдшерський пункт, стоматологічний кабінет, бібліотека, свій магазин.